# ジャネリ・インビュラ
ジャネリ・インビュラ・ワンガ（Gianelli Imbula Wanga, 1992年9月12日 - ）は、ベルギー・ヴィルヴォールデ出身のサッカー選手。イスタンブールスポル所属。コンゴ民主共和国代表。ポジションはミッドフィールダー。

## 経歴

### クラブ
2007年からEAギャンガンのユースチームに所属し、2009年にトップチーム昇格した。10月16日、ディジョンFCO戦でリーグ・ドゥ最年少記録となる17歳と1ヶ月4日でプロデビューを果たした。2013年、オリンピック・マルセイユに移籍した。
2015年7月1日、FCポルトへの移籍が発表された。移籍金は2000万ユーロとなっている。
2016年2月1日、ストーク・シティFCへの移籍が発表された。移籍金は1830万ポンドで、クラブレコードである。FCポルトに続いてのクラブレコードだった。
2018年8月30日、ラージョ・バジェカーノにレンタル移籍した。2019年8月31日、USレッチェにレンタル移籍した。
2020年3月3日、PFCソチに移籍した。
2021年3月9日、ポルティモネンセSCに加入した。

### 代表
コンゴ民主共和国出身の両親の間にベルギーで生まれ、フランスで育ったためいずれかの代表を選択することができたが、2013年にU-20フランス代表へ招集され、2013年のトゥーロン国際大会に出場した。
2015年10月には「代表の選択を決めかねている」と発言しており、2018年3月にコンゴ民主共和国代表から招集を受けたが招集を拒否。しかし、2019年11月にコンゴ民主共和国代表からの招集に応じ、同年11月14日のアフリカネイションズカップ2021予選・ガボン戦で代表デビューを果たした。